# 삼국연의 (드라마)

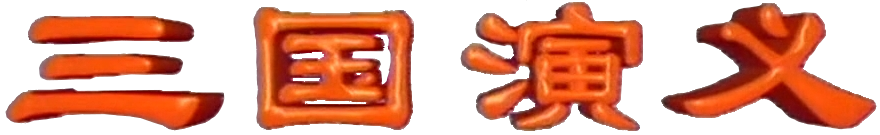

삼국연의(중국어 간체자: 三国演义, 정체자: 三國演義, 병음: Sān guó yǎn yì 싼궈옌이[*])는 삼국지연의를 바탕으로 1994년에 중국의 CCTV에서 처음 방영된 장편 TV 드라마로, 왕부림이 총감독을 맡았다. 한 회당 40분씩 총 84부작으로 이루어져 있다. 한 장의 비디오에 각 2편씩 담아, 비디오로 모두 42장으로 출시되었다. 보통 왕부림 삼국지라고도 한다. 대한민국에서는 1997년 MBC에서 우리말로 더빙을 하여 방영하였다.
하북, 내몽고, 쓰촨, 닝샤, 간쑤, 칭하이, 씨장, 강수, 허베이, 운남 등지에서 촬영했으며, 당시 동원되었던 중국 인민해방군인원은 약 40만 명일 정도로 규모가 매우 컸다고 한다.

## 주요 등장인물
| - 손언군(孫彦軍) : 유비 - 루수밍(陸樹銘) : 관우 - 이정비(李靖飛) : 장비 - 당국강(唐國强) : 제갈량 - 포국안(鮑國安) : 조조 - 오효동(吳曉東) : 손견, 손권 - 복존흔(濮存昕) : 손책 - 이흠(李鉄) : 청년 유선 - 노계선(魯繼先) : 중년 유선 - 양준용(楊俊勇) : 조비 - 왕광휘(王光輝) : 조예 - 이파(里坡) : 동탁 - 이경상(李慶祥) : 원소 - 포대지(鮑大志) : 후한 헌제 - 위종만(魏宗萬) : 사마의 - 뇌철류(雷鐵流) : 사마사 - 반인래(潘引來) : 사마사 - 고란촌(高蘭村) : 사마소 - 장광북(張光北) : 여포 - 수종적(修宗迪) : 진궁 전기 - 손비호(孫飛虎) : 진궁 후기 - 김서귀(金書貴) : 방통 - 장치중(張治中) : 마속 - 장산(張山) : 청년 조운 - 양범(楊凡) : 중년 조운 - 후영생(侯永生) : 노년 조운 | - 안아평(安亞平) : 마초 - 유위(劉威) : 위연 전기 - 왕심해(王心海) : 위연 후기 - 장천서(張天舒) : 청년 강유 - 번지계(樊志啟) : 중년 강유 - 왕홍도(王洪濤) : 황충 - 최대(崔岱) : 왕평 - 장개(蔣愷) : 곽가 - 고람(顧嵐) : 순욱 - 주주(周舟) : 장간 - 주혜림(周惠林) : 모개 - 적만신(翟萬臣) : 서서 - 필언군(畢彦君) : 양수 - 석소만(石小滿) : 허유 - 정강(鄭强) : 조진 - 태조휘(邰祖輝) : 조인 - 한동(韓冬) : 허저 - 서소화(徐少華) : 장료 전기 - 장아곤(張亞坤) : 장료 중기 - 왕위국(王衛國) : 장료 후기 - 노건국(魯建國) : 하후돈 - 사금필역격(斯琴畢力格) : 우금 - 장경해(張京海) : 이전 - 양입신(楊立新) : 하후걸 - 홍우주(洪宇宙) : 주유 - 주계위(周繼偉) : 장소 | - 장희전(張喜前) : 감택 - 사이용(唆二勇) : 여범 - 조력(曹力) : 노숙 전기 - 송방계(宋幫桂): 노숙 후기 - 하빙(何氷) : 제갈각 - 오계영(吳桂苓) : 황개 전기 - 허복인(許福印) : 황개 후기 - 염회예(閻懷禮) : 정보 전기 - 진혜양(陳惠良) : 정보 후기 - 한동(韓冬) : 감녕 - 곽말낭(郭沫浪) : 여몽 전기 - 장경해(張京海) : 여몽 후기 - 필언군(畢彦君) : 이유 - 담종요(譚宗堯) : 왕윤 - 엄연생(嚴燕生) : 이숙 - 양범(楊凡) : 공손찬 - 호전리(胡戰利) : 맹획 - 이동과(李冬果) : 맹우 - 장련중(張連仲) : 전풍 - 진홍(陳紅) : 초선 - 하청(何晴) : 소교 - 왕로요(王璐瑤) : 미부인 - 여중(呂中) : 동태후 - 유약연(兪若娟) : 오국태 전기 - 임묵여(林默予) : 오국태 후기 |

## 드라마 부제

### 제1부 군웅축록(群雄逐鹿)
- 감독:심호방(沈好放),채효청(蔡曉晴)
  - 제1회:도원결의 桃園三結義
  - 제2회:십상시의 난 十常侍亂政
  - 제3회:동탁이 낙양을 장악하다 董卓霸京師
  - 제4회:조조가 칠성보도를 바치다 孟德獻刀
  - 제5회:호로관에서 세 영웅이 여포와 싸우다 三英戰呂布
  - 제6회:연환계 連環計
  - 제7회:봉의정 鳳儀亭
  - 제8회:유비가 서주를 세번 양보하다 三讓徐州
  - 제9회:손책이 강동에서 거병하다 孫策立業
  - 제10회:원문에서 활로 방천화극을 쏘다 轅門射戟
  - 제11회:완성 전투 宛城之戰
  - 제12회:백문루 白門樓 (上)
  - 제13회:백문루 白門樓 (下)
  - 제14회:조조가 유비에게 영웅론을 설파하다 煮酒論英雄
  - 제15회:조조와 원소가 군사를 일으키다 袁曹起兵
  - 제16회:관우가 조조에게 세 조건을 약조하다 關羽約三事
  - 제17회:관인을 걸고 황금을 봉하다 掛印封金
  - 제18회:관우가 두 형수를 모시고 천리길을 달리다 千里走單騎
  - 제19회:삼형제가 고성에서 재회하다 古城相會
  - 제20회:손책의 죽음 孫策之死
  - 제21회:관도 전투 官渡之戰 (上)
  - 제22회:관도 전투 官渡之戰 (下)
  - 제23회:조조가 원소를 대파하다 大破袁紹

### 제2부 적벽진전(赤壁塵戰)
- 감독: 채효청
  - 제24회:유비가 적로마를 타고 단계를 뛰어넘다 躍馬檀溪
  - 제25회:유비가 인재를 구하다 劉備求賢
  - 제26회:서서가 말을 돌려 제갈량을 추천하다 回馬薦諸葛
  - 제27회:삼고초려 三顧茅廬
  - 제28회:조조군을 박망파에서 불태우다 火燒博望坡
  - 제29회:유비가 백성들을 이끌고 장강을 건너다 攜民渡江
  - 제30회:제갈량이 동오의 재사들과 설전을 벌이다 舌戰群儒
  - 제31회:제갈량이 주유를 말로 격분시키다 智激周瑜
  - 제32회:주유가 계략을 쓰나 실패하다 周瑜空設計
  - 제33회:주유가 장간을 군영회로 초대하다 群英會
  - 제34회:조조에게 10만개의 화살을 빌리다 草船借箭
  - 제35회:고육계 苦肉計
  - 제36회:방통이 조조에게 연환계를 제안하다 龐統獻連環
  - 제37회:조조가 시를 읊다 橫槊賦詩
  - 제38회:제갈량이 동남풍을 빌리다 諸葛祭風
  - 제39회:불타는 적벽 火燒赤壁
  - 제40회:지략으로 남군을 취하다 智取南郡
  - 제41회:유비가 형주 4군을 얻다 力奪四郡
  - 제42회:미인계 美人計
  - 제43회:감로사 甘露寺
  - 제44회:유비가 형주로 돌아가다 回荊州
  - 제45회:주유가 세 번 화내다 三氣周瑜
  - 제46회:제갈량이 주유를 애도하다 臥龍吊孝
  - 제47회:조조가 수염을 자르고 도망치다 割須棄袍

### 제3부 삼족정립(三足鼎立)
- 감독: 장중일(張中一), 손광명(孫光明)
  - 제48회:장송이 유비에게 서촉의 지도를 바치다 張松獻圖
  - 제49회:유비가 서촉으로 들어가다 劉備入川
  - 제50회:방통이 낙봉파에서 명을 다하다 鳳雛落坡
  - 제51회:장비가 엄안을 풀어주다 義釋嚴顏
  - 제52회:유비가 서촉을 정벌하다 奪戰西川
  - 제53회:관우가 무장한 채 노숙의 잔치로 가다 單刀赴會
  - 제54회:합비 전투 合肥會戰
  - 제55회:조조의 아들들이 후계자 자리를 놓고 다투다 立嗣之爭
  - 제56회:정군산 定軍山
  - 제57회:지략으로 한중을 취하다 巧取漢中
  - 제58회:관우가 칠군을 수장시키다 水淹七軍
  - 제59회:관우가 맥성으로 도주하다 走麥城
  - 제60회:조조의 죽음 曹操之死
  - 제61회:조비가 한을 찬탈하고 위를 세우다 曹丕篡漢
  - 제62회:유비가 동오 정벌을 위해 출진하다 興兵伐吳
  - 제63회:육손이 촉의 진지를 모두 불사르다 火燒連營
  - 제64회:오로군으로 촉을 치다 安居平五路

### 제4부 남정북전(南征北戰)
- 감독: 장소림(張紹林)
  - 제65회:노수를 건너다 兵渡瀘水
  - 제66회:기로에서 길을 묻다 絕路問津
  - 제67회:칠종칠금 七擒孟獲
  - 제68회:제갈량이 출사표를 올리고 북쪽으로 출진하다 出師北伐
  - 제69회:제갈량이 강유를 얻다 收姜維
  - 제70회:사마의가 다시 군사권을 얻다 司馬復出
  - 제71회:제갈량이 공성계를 쓰다 空城退敵
  - 제72회:사마의가 조진에게 대도독의 인수를 받다 司馬取印
  - 제73회:제갈량이 사마의와 지혜를 겨루다 祁山斗智
  - 제74회:제갈량이 귀신 분장을 하다 諸葛妝神
  - 제75회:제갈량이 여섯번 기산으로 나아가다 六齣祁山
  - 제76회:상방곡에 불을 붙이다 火熄上方谷
  - 제77회:오장원의 가을바람 秋風五丈原

### 제5부 삼분귀일(三分歸一)
- 감독: 장중일(張中一)
  - 제78회:사마의가 꾀병으로 조상을 속이다 詐病賺曹爽
  - 제79회:오 궁궐에서의 정변 吳宮干戈
  - 제80회:철롱산에서의 포위 兵困鐵籠山
  - 제81회:사마소가 황제 조모를 시해하다 司馬昭弒君
  - 제82회:중원으로 아홉번 나아가다 九伐中原
  - 제83회:등애가 음평의 샛길을 이용하여 촉으로 들어가다 偷渡陰平
  - 제84회:삼국이 진으로 통일되다 三分歸晉

## 한국판 성우진 (MBC)
- 박일 - 유비
- 김기현 - 관우
- 이호인 - 장비
- 김도현 - 제갈량
- 김규식 - 조조
- 김용식 - 손권
- 온영삼 - 동탁
- 신성호 - 여포
- 홍시호 - 주유
- 정승현
- 이성
- 황원
- 김정호
- 이종오
- 정동열
- 이진화
- 최병학
- 전국근
- 김강산

## 같이 보기
- 삼국 (드라마)